# Sœurs du Pauvre Enfant Jésus
Les sœurs du Pauvre Enfant Jésus (en latin : Congregationis Sororum a Paupere Iesu Infante) sont une congrégation religieuse féminine enseignante et hospitalière de droit pontifical.

## Historique
En 1837, Clara Fey (1815 - 1894) est encouragée par son frère Andreas, vicaire de la paroisse de saint Paul à Aix-la-Chapelle, de créer une école pour les enfants des ouvriers. Avec l'aide de Guillaume Sartorius, vicaire de saint Paul, Andreas Fey et Théodore Laurent, vicaire apostolique de la germanie septentrionale, Clara Fey commence le 2 février 1844 une nouvelle famille religieuse consacrée à l'éducation des jeunes.
La congrégation du pauvre Enfant Jésus obtient la reconnaissance civile le 5 janvier 1848 et reçoit le 28 janvier de la même année l'approbation de Johannes von Geissel, archevêque de Cologne. L'institut connaît une diffusion rapide et les religieuses ouvrent en quelques années des écoles et des orphelinats en Allemagne, en Autriche et au Luxembourg ; en 1878, en raison du Kulturkampf, elles sont contraintes de quitter l'Allemagne et déménagent la maison-mère de leur institut à Simpelveld aux Pays-Bas ;  elles fondent par la suite des filiales aux Pays-Bas, Belgique et Royaume-Uni. En 1887, Lorsqu'elles peuvent retourner en Allemagne, le siège reste à Simpelveld.
Les sœurs reçoivent le décret de louange le 11 juillet 1862 du pape Pie IX et l'approbation finale de Léon XIII le 15 juin 1888. En 1924, elles ouvrent leur première filiale aux États-Unis puis en Indonésie (1932) et en Colombie (1938).

## Activités et diffusion
Les sœurs se consacrent à l'enseignement ainsi qu'aux personnes handicapées dans les centres médico-pédagogiques.
Elles sont présentes en :
- Europe : Allemagne, Autriche, Belgique, Espagne, Lettonie, Luxembourg, Pays-Bas, Royaume-Uni.
- Amérique : Colombie, Pérou.
- Asie : Indonésie, Kazakhstan.

La maison généralice est à Simpelveld.
En 2017, la congrégation comptait 478 sœurs dans 59 maisons.